# Océan Pharusia
L'océan Pharusia est un océan qui exista entre 800 et 635 millions d'années A.E.C., entre le moment de la fracturation du supercontinent Rodinia et le début de la formation du Gondwana.

## Ouverture et fermeture
L'océan Pharusia s'ouvre il y a 800 Ma, à l'époque du Néoprotérozoïque, après l'ouverture d'une faille le long de la marge orientale du craton d'Afrique de l'Ouest à l'occasion de la fracturation de la Rodinia. Il commence à se fermer, il y a 730 Ma, à la suite de la subduction de l'arc de Tilemsi, qui s'accrète avec la région du Hoggar, laquelle fait partie du métacraton du Sahara. La partie occidentale du massif du Hoggar est faite de matériaux provenant de l'océan Pharusia, des basaltes océaniques et des roches volcaniques et sédimentaires déposées dans l'océan Pharusia depuis le craton d'Afrique de l'Ouest et l'est du Hoggar. La fermeture est complète lorsque les cratons d'Afrique de l'Ouest et du Sahara entrent en collision il y a 635 Ma au début de l'orogenèse panafricaine.

## Extension méridionale
L'océan Goiás, qui se situe au sud-ouest entre le craton amazonien et le craton du Congo, s'étendait jusqu'à l'océan Pharusia. Il s'est fermé pendant les phases finales de la formation de l'ouest du Gondwana. La partie sud du linéament transbrésilien (TBL, trans brazilian lineament) correspond à la zone de suture consécutive à cette fermeture, tandis que la partie située dans la province de Borborema de ce même linéament et la ceinture transsaharienne, qui s'étend de l'Algérie au Bénin, correspondent à la fermeture de l'océan Pharusia. Les fermetures de ces océans et les événements tectoniques subséquents se sont étalés sur une longue durée. Au sud-ouest de l'Afrique centrale, l'âge du refroissement des granulites court de 587 à 576 Ma tandis qu'au nord-est du Brésil, il s'étend de 568 à 500 Ma. Les données aéromagnétiques et gravitationnelles montrent une continuité entre, d'une part, le TBL et la faille de Sobral au Brésil et, d'autre part, la faille de Kandi au Bénin et la ceinture transsaharienne, formées par la fermeture de l'océan Pharusia.